# Гасанов Гусейн Саттарович
Гусейн Гасанов (нар. 5 червня 1994 року, Санкт-Петербург) — російський відеоблогер.

## Біографія
Народився 5 червня 1994 року в місті Санкт-Петербурзі. За національністю — азербайджанець. Після закінчення школи вступив до Санкт-Петербурзького державного економічного університету, який закінчив в 2015 році. Під час навчання виступав у КВК, де був капітаном команди. Після чого став створювати відеоролики і вести свій блог. За даними на 2019 рік кількість підписників в Instagram у блогера становить 12,2 мільйона чоловік. У 2017 році був удостоєний премії LF City Awards в номінації «Чоловік-блогер року».
У 2018 році увійшов в 10-ку найвпливовіших імен Рунета за версією Cosmopolitan. У цьому ж році знявся у відеокліпі MC Doni і Люсі Чеботіни на трек «Рандеву». Також встановив рекорд за кількістю переглядів в Instagram, ролик блогера переглянули понад 12 мільйонів осіб. В 2018 році на прес-конференції з Володимиром Путіним поставив питання про блокування Telegram. Потім вирішив випустити свою пародію версії «Колір настрою Червоний». У 2019 році випустив треки під назвою «10 лямів», «Вибирай» спільно з Natan'ом і «Голова забита вся тобою» спільно з Sally & Tabby.

## Нагороди та номінації
| Рік  | Премія                | Номінація          | Результат | Джерело       |
| ---- | --------------------- | ------------------ | --------- | ------------- |
| 2017 | LF City Awards        | Людина-блогер року | Перемога  | .             |
| 2018 | Fashion People Awards | Блогер року        | Перемога  | [ 18 ] [ 19 ] |